# Зреене на РНК
Зреене или преработка е термин от молекулярната биология. Зреенето представлява процесът на химично преобразуване на първичния транскрипт (преРНК или хетерогенна ядрената РНК – хяРНК) до зряла РНК.
Зреенето протича във времето между транскрипцията и транслацията и е част от дългия процес на синтезата на протеини. ПреРНК-та е получена при процесът транскрипция, а зрялата РНК е необходима за процесът транслация.
В края на процеса се получава една зрялата РНК молекула, която може да е мРНК (иРНК), рРНК или тРНК.
С две думи модификациите на преРНК при зреенето са двеː
- добавяне на елементи към началото и края на молекулата
- изрязване на некодиращите части (интроните).

Получената зрялата мРНК дава, вече редактираната генетична „рецепта“ по която ще се синтезира дадения протеин в рибозомите. Зрелите рРНК-и образуват комплекси със специални белтъци (кои?) и изграждат рибозомите, а зрелите тРНК се свързват и осигуряват аминокиселините, които ще изградят протеина при транслацията.

## Зреене при прокариоти
При прокариотите не всички първични транскрипти се преработват. Прокариотните мРНК направо си се синтезират в годен за транслация вид. За това и защото прокариотите нямат ядро процесите на транскрипция и транслация се случват почти едновременно. Зреенето при прокариоти засяга първичните транскрипти при рРНК и тРНК.

## Зреене при еукариоти
Зреене при еукариоти. Те засягат всички видове РНК молекули. Тези процеси протичат в ядрото. През портите на ядрената мембрана преминават само функционално годни РНК молекули. Най-сложни и многостъпални са процесите за синтезиране на иРНК. Повечето гени съдържат редуващи се екзони и интрони, процесът на изрязването на екзоните и интроните се нарича сплайсинг. Когато сплайсингът завърши, се получава функционална иРНК. Когато от един първичен транскрипт могат да се получат две и повече различни иРНК се нарича алтернативен сплайсинг. Процесът позволява от един ген да се получат сходни по структура белтъци, но с различна функция. Алтернативният сплайсинг изцяло противоречи на понятието, че от един ген се синтезира само една полипептидна верига.